# Perdita luciae
Perdita luciae är en biart som beskrevs av Cockerell 1899. Perdita luciae ingår i släktet Perdita och familjen grävbin. Inga underarter finns listade i Catalogue of Life.